# Expédition allemande au Nanga Parbat de 1937
Pour les articles homonymes, voir Expédition allemande au Tibet.
L’expédition allemande au Nanga Parbat de 1937 est la troisième expédition alpine envoyée par l'Allemagne au Nanga Parbat (8 125 m), surnommée « la montagne du destin allemand » (Schicksalsberg der Deutschen) par la presse de propagande nazie, après l'expédition meurtrière de 1934. L'objectif de l'expédition est d'atteindre le sommet, alors encore invaincu, après les échecs en 1932 et 1934.

## Contexte
La première tentative d'ascension du Nanga Parbat par une équipe allemande a eu lieu en 1932 dans le cadre d'une expédition germano-américaine. Cette année-là, les mauvaises conditions météorologiques, contraignent les membres de l'expédition à renoncer à l'ascension alors qu'ils se trouvaient à 7 400 mètres. Deux ans plus tard, une autre expédition allemande tente à nouveau l'ascension, mais celle-ci s'achève dans des circonstances dramatiques. Quatre alpinistes, Alfred Drexel, Willy Merkl, Uli Wieland et Willo Welzenbach, ainsi que six Sherpas trouvent la mort.

## Membres de l'expédition
La direction de l'expédition est confiée à Karl Wien, qui avait réussi la première ascension du pic Lénine en 1928. Il est accompagné de Günther Hepp, Adolf Göttner, Martin Pfeffer, Hans Hartmann, Pert Fankhauser et Peter Müllritter, l'un des survivants de l'expédition de 1934, ainsi que par deux scientifiques, Cameron Ulrich Luft et Carl Troll, et l'agent de liaison britannique D. B. M. Smart (le Nanga Parbat est alors situé dans le Raj britannique).
Hartmann, Hepp, Pfeffer et Wien sont alors membres du Club alpin académique de Munich (de) et ont déjà accumulé de l'expérience dans l'Himalaya.

## Déroulement de l'expédition

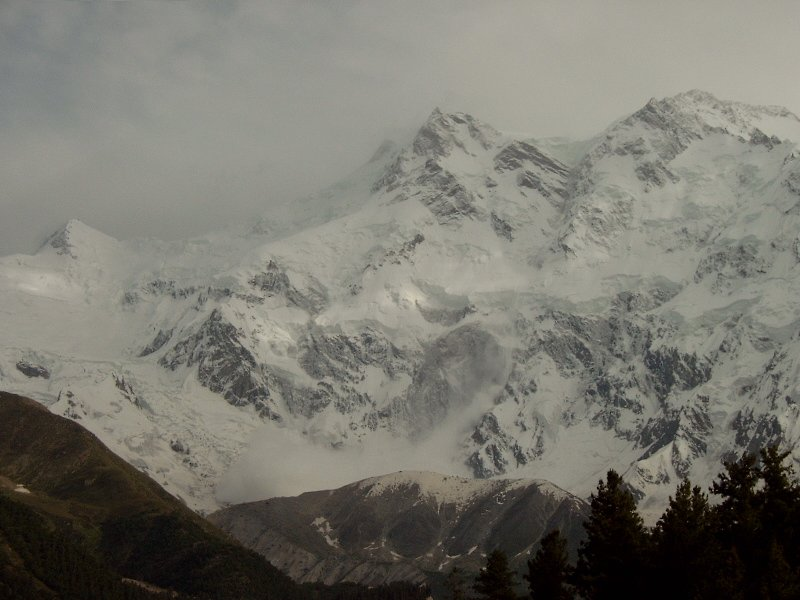
Une avalanche sur le Nanga Parbat

La voie empruntée pour l'ascension à travers la face Rakhiot, est la même que celui qu'avait suivie les expéditions de 1932 et 1934. Le 7 juin 1937, le camp IV est installé. En raison de fortes chutes de neige et d'avalanches régulières, ce camp est transféré le 11 juin à un endroit plus élevé. Un Sherpa qui avait dû redescendre avant la tombée de la nuit en raison d'un mal de gorge, rapporte que les autres Sherpas du groupe s'étaient opposés à l'endroit retenu, car ils avaient senti le danger. 
Dans la nuit du 14 au 15 juin, une importante avalanche de neige et de glace se détache des séracs du glacier Rakhiot, et surprend les grimpeurs dans leur sommeil. Les sept membres de l'expédition, ainsi que neuf sherpas sont tués sur le coup. Seuls les scientifiques Luft et Troll, qui effectuaient des recherches dans la vallée voisine, survivent. Ils découvrent la catastrophe le 18 juin, en rejoignant le camp IV.

## Équipe de sauvetage
La nouvelle parvenant en Allemagne, une expédition de recherche et de sauvetage est immédiatement organisée, avec Paul Bauer, Karl Kraus et Fritz Bechtold. Ces derniers souhaitaient obtenir la confirmation du sort de leurs camarades, récupérer leurs corps et enquêter sur les circonstances de l'accident. L'équipe atteint le lieu de l'accident après seulement quelques semaines. Un mois après le drame, ils étaient en mesure de reconstituer l'enchaînement des faits survenus entre le 18 et le 21 juillet. Les montres que portaient certains grimpeurs s'étaient arrêtées à 0 h 30. Les nécrologies des alpinistes ne sont publiées dans le Völkischer Beobachter qu'après la réception d'un télégramme de Bauer confirmant leur mort. Les textes avaient été rédigés, mais la presse allemande attendait une confirmation officielle. Dans son télégramme adressé à Peter Aufschnaiter, qui assurait son intérim à la tête de la Fondation allemande pour l'Himalaya pendant son absence, Bauer indique que — comme cela était redouté — aucun des grimpeurs disparus n'avait survécu.